# بورخر- أودورن
بورخر- أودورن Borger-Odoorn  مدينة وبلدية هولندية تقع في الشمال الشرقي للبلاد بمقاطعة درينته. يبلغ عدد سكانها 25.632 نسمة.

## طوبوغرافيا
خريطة طوبوغرافية هولندية لبلدية بورخر- أودورن، 2013.